# Lynk & Co 07
Lynk & Co 07 — гибридный автомобиль, выпускающийся с 2024 года китайско-шведским автомобильным брендом Lynk & Co.

## Описание
Lynk & Co 07 дебютировал 7 июня 2022 года в Китае под названием Lynk & Co The Next Day. Как и 08, 07 выпускается на платформе CMA (Compact Modular Architecture) 2.0. Технически 08 является близнецом Volvo XC40 производства Volvo Cars.
Гибридная силовая установка состоит из 1,5-литрового рядного четырёхцилиндрового бензинового двигателя BHE15-BFZ с турбонаддувом мощностью до 120 кВт и электродвигателя мощностью 160 кВт и крутящим моментом 350 Н⋅м на передней оси в паре с трёхступенчатой трансмиссией DHT. Суммарный крутящий момент составляет 615 Н⋅м. Также существует полноприводный автомобиль, на задней оси которого расположен дополнительный электродвигатель мощностью 156 кВт и крутящим моментом 290 Н⋅м (суммарный крутящий момент — 905 Н⋅м).

Силовой агрегат 07 EM-P также оснащён литий-железо-фосфатным аккумулятором CALB ёмкостью 18,99 кВт⋅ч. Интерьер оснащён 12,3-дюймовым ЖК-экраном с разрешением 2.5 К и 15,4-дюймовым центральным экраном управления компании Flyme OS при сотрудничестве с Meizu.

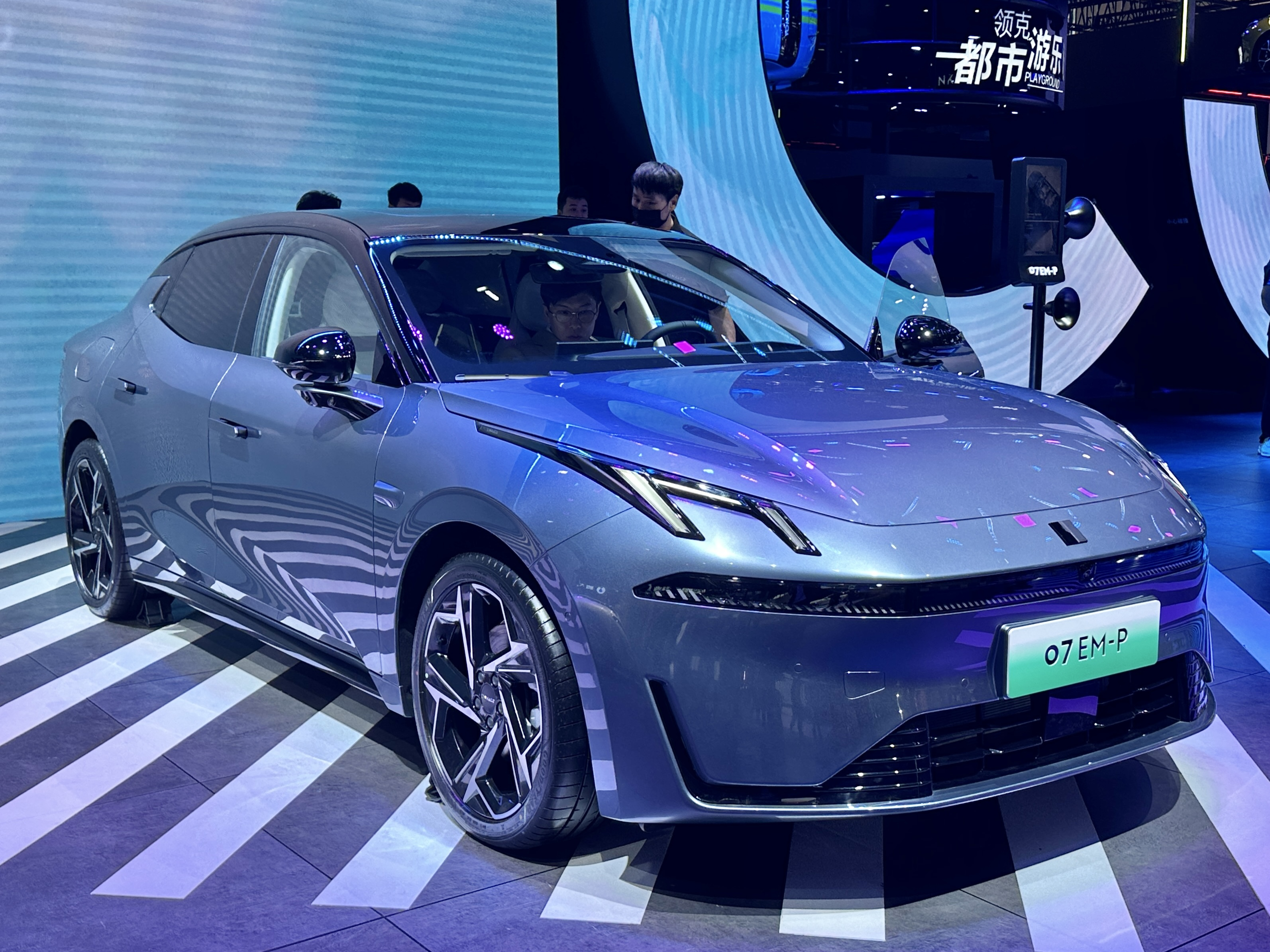
Вид спереди
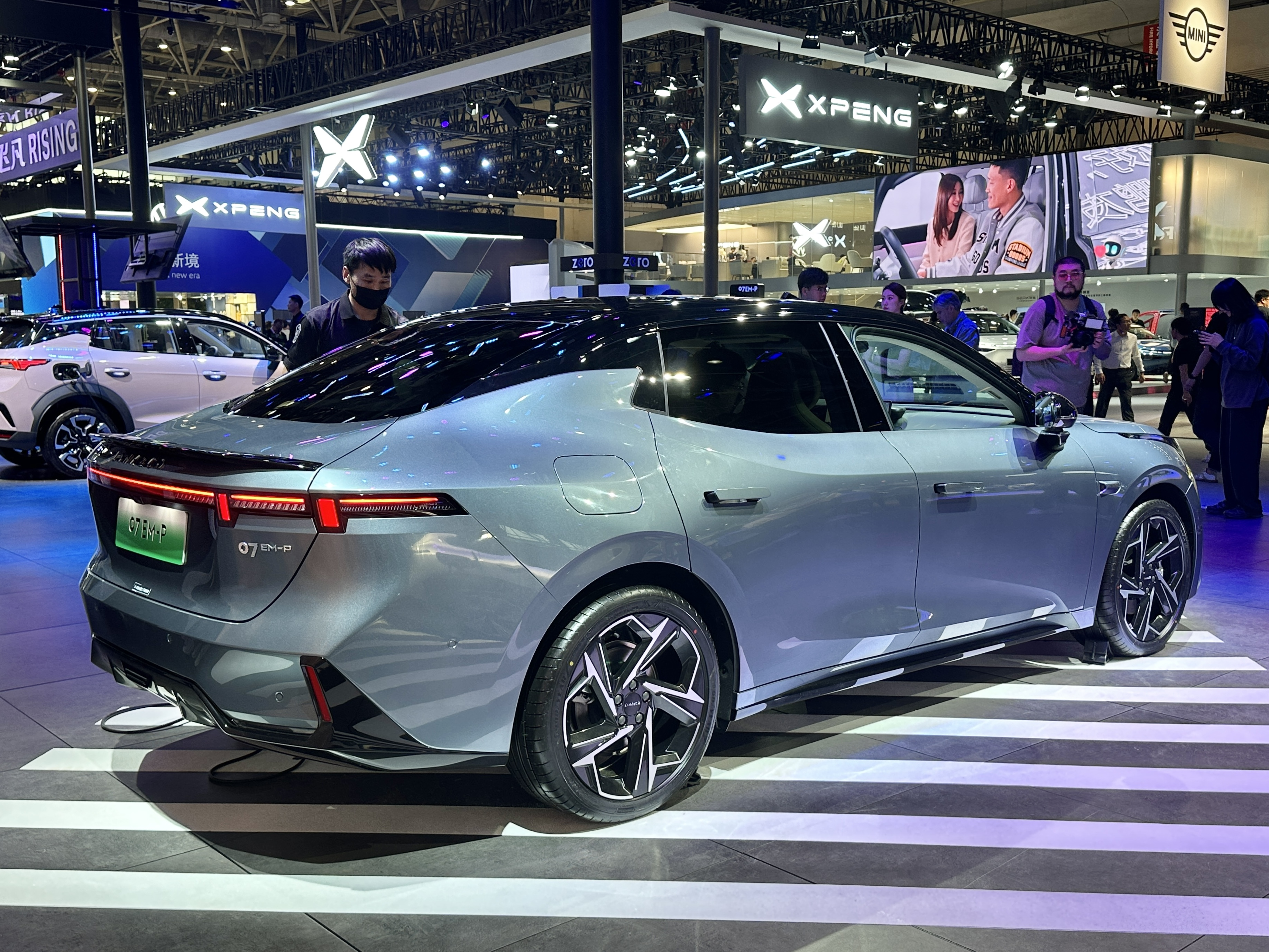
Вид сзади